# 李平 (1962年)
李平（1962年6月—），男，安徽潜山人，中华人民共和国政治人物。

## 生平
1981年7月毕业于池州农校（现池州职业技术学院）畜牧兽医专业，毕业后历任潜山县野寨公社、水吼区团委书记，潜山县割肚乡党委副书记、乡长，潜山县水吼区副区长，区委副书记、区长，潜山县水吼镇党委书记（其间1984年4月加入中国共产党）。1993年1月起，历任潜山县副县长，潜山县委常委、副县长（其间于1995年8月至1997年12月参加中央党校函授学院本科班经济管理专业学习），潜山县委副书记，怀宁县委副书记、副县长、代理县长、县长。2003年8月任怀宁县委书记，2004年1月兼任怀宁县人大常委会主任（其间于2001年9月至2004年7月参加中央党校函授学院在职研究生班经济管理专业学习）。2005年12月任枞阳县委书记，2006年3月兼任枞阳县人大常委会主任。2006年9月，任安庆市委常委，枞阳县委书记、县人大常委会主任。
2008年5月，调任阜阳市委常委、副市长。2011年7月，任阜阳市委副书记。2013年3月任阜阳市代理市长，同年4月任阜阳市政府市长。2016年11月，任阜阳市委书记。2018年1月，任安徽省人大常委会副主任。同时担任中共十九大代表，中共十届安徽省委委员。李平在担任阜阳市委书记期间，阜阳脱贫攻坚被曝出存在“刷白墙”“宣传片”等形式主义、官僚主义做法。
2019年6月11日，安徽省副省长杨光荣出任阜阳市委书记，李平被免职。之后，被处以党内严重警告、政务记大过处分，中央点名全国通报。7月26日，辞去安徽省人大常委会副主任职务。